# آن پانتر
آن پانتر (انگلیسی: Anne Panter؛ زادهٔ ۲۸ ژانویهٔ ۱۹۸۴) بازیکن هاکی روی چمن اهل بریتانیا است که طرفداران زیادی در کشور انگلستان دارد.